# Usha
Usha (Hébreu : אוּשָׁה) est un kibboutz à l’ouest de la Galilée en Israël et est situé près de la ville de Kiryat-Ata. En 2012, la population était de 455 habitants.